# Kolsaiskie Lakes National Park
Kolsaiskie Lakes National Park är en park i Kazakstan.   Den ligger i oblystet Almaty, i den sydöstra delen av landet, 1 000 km söder om huvudstaden Astana. Kolsaiskie Lakes National Park ligger 4 025 meter över havet.
Terrängen runt Kolsaiskie Lakes National Park är kuperad åt sydost, men åt nordväst är den bergig. Kolsaiskie Lakes National Park ligger uppe på en höjd. Runt Kolsaiskie Lakes National Park är det mycket glesbefolkat, med 6 invånare per kvadratkilometer. Det finns inga samhällen i närheten. Trakten runt Kolsaiskie Lakes National Park består i huvudsak av gräsmarker.